# 瓦尔泽亚阿莱格里
瓦尔泽亚阿莱格里是巴西塞阿拉州的一个市镇。总面积835.706平方公里，总人口36367人，人口密度43.5人/平方公里。